# Schoenlandella diaphaniae
Schoenlandella diaphaniae är en stekelart som först beskrevs av Marsh 1986.  Schoenlandella diaphaniae ingår i släktet Schoenlandella och familjen bracksteklar. Inga underarter finns listade i Catalogue of Life.